# Héricourt, Pas-de-Calais

Héricourt este o comună în departamentul Pas-de-Calais, Franța. În 1 ianuarie 2022 avea o populație de 79 de locuitori.